# FK Mladost Carev Dvor
FK Mladost (Macedonisch: ФК Младост Царев Двор) is een Macedonische voetbalclub uit Carev Dvor in de gemeente Resen. De club is opgericht in 1930.
In 2014 won Mladost haar poule in de Treta Liga en kwam in de Vtora Liga. In 2015 promoveerde de club naar het hoogste niveau na een tweede plaats in de Vtora Liga. In de Prva Liga speelt de club in het SRC Biljanini Izvori in Ohrid omdat het eigen stadion niet aan de eisen van de bond voldoet.
Besa ·
AP Brera Strumica · 
Gostivar · 
Pelister · 
Rabotnički · 
Shkëndija · 
Shkupi · 
Sileks ·
Struga · 
Tikveš ·
Vardar Skopje ·
Voska Sport ·